# Premio Cosmos 2000
Il premio Cosmos 2000 (in francese prix Cosmos 2000) è un premio letterario di fantascienza e fantasy fondato nel 1982 da Annick Béguin e abbandonato nel 1996, dopo la chiusura della libreria Cosmos 2000 e la morte di Annick Béguin l'anno successivo.
I vincitori venivano designati dai lettori della libreria Cosmos 2000 un tempo situata a Parigi in rue de l'Arc de Triomphe. 

## Vincitori[3]
| Anno | Titolo del libro       | Autore vincitore        |
| ---- | ---------------------- | ----------------------- |
| 1982 | Shadrach nella fornace | Robert Silverberg       |
| 1983 | L'Orbe et la Roue      | Michel Jeury            |
| 1984 | Radix                  | Alfred Angelo Attanasio |
| 1985 | I robot dell'alba      | Isaac Asimov            |
| 1986 | Gli eretici di Dune    | Frank Herbert           |
| 1987 | Phénix                 | Bernard Simonay         |
| 1988 | Il riscatto di Ender   | Orson Scott Card        |
| 1989 | Missione Terra         | L. Ron Hubbard          |
| 1990 | Il mondo in un tappeto | Clive Barker            |
| 1991 | Ciclo di Belgariad     | David Eddings           |
| 1992 | Hypérion               | Dan Simmons             |
| 1993 | Le Printemps russe     | Norman Spinrad          |
| 1994 | Ender III - Xenocidio  | Orson Scott Card        |
| 1995 | Universo incostante    | Vernor Vinge            |
| 1996 | La Citadelle Hyponéros | Pierre Bordage          |